# Zmarli w roku 1993
Lista osób zmarłych w 1993:

## styczeń 1993
- 5 stycznia – Vojtech Budinský-Krička, słowacki archeolog[1]
- 6 stycznia:
  - Tad Danielewski, amerykański reżyser filmowy[2]
  - Rudolf Nuriejew, tatarski baletmistrz[3]
- 12 stycznia – Józef Czapski, polski malarz, eseista[4]
- 20 stycznia – Audrey Hepburn, brytyjska aktorka i działaczka humanitarna[5]
- 22 stycznia – Kōbō Abe (jap. 安部公房), japoński prozaik, dramaturg i scenarzysta, autor powieści Kobieta z wydm[6]
- 26 stycznia – Robert Jacobsen, duński rzeźbiarz, malarz i grafik[7]

## luty 1993
- 6 lutego – Aleksandra Gabrysiak, polska lekarka, zamordowana przez swego podopiecznego[8]
- 9 lutego – Stanisław Renz, polski dyrygent, kompozytor, pianista i muzykolog[9]
- 11 lutego – Władysław Midowicz, polski geograf i meteorolog, działacz turystyczny i krajoznawczy, z zamiłowania turysta górski[10]
- 17 lutego – Włodzimierz Sedlak, polski ksiądz, profesor, twórca polskiej szkoły bioelektroniki i elektromagnetycznej teorii życia[11]
- 20 lutego
  - Marian Bublewicz, polski kierowca rajdowy[12]
  - Ferruccio Lamborghini, włoski producent samochodów, do 1974 właściciel marki Lamborghini[13]
- 24 lutego – Bobby Moore, angielski piłkarz[14]
- 25 lutego – Leopold Tajner, polski skoczek narciarski, kombinator norweski, biegacz narciarski, trener[15]
- 27 lutego – Pina Carmirelli, włoska skrzypaczka[16]
- 28 lutego – Ishirō Honda (jap. 本多猪四郎), japoński reżyser, twórca m.in. Godzilli[17]

## marzec 1993
- 1 marca – Anna Bidwell, polska tłumaczka[18]
- 9 marca
  - Cyril Northcote Parkinson, angielski historyk, ekonomista, publicysta[19]
  - Bob Crosby, amerykański aktor, piosenkarz[20].
- 31 marca – Nicanor Zabaleta, baskijski harfista[21]

## kwiecień 1993
- 2 kwietnia – Stefan Arski, polski dziennikarz, działacz komunistyczny, publicysta historyczny[22]
- 9 kwietnia – Lindalwa Justo de Oliveira, brazylijska szarytka, męczennica, błogosławiona katolicka[23]
- 24 kwietnia – Wiesław Andrzejewski, polski pisarz[24]

## maj 1993
- 1 maja:
  - Pierre Bérégovoy, francuski polityk i samorządowiec, parlamentarzysta i minister w kilku rządach, premier Francji w latach 1992–1993[25]
  - Ranasinghe Premadasa, polityk Sri Lanki, w latach 1978–1989 premier, następnie prezydent państwa[26]
- 22 maja – Mieczysław Horszowski, polski pianista[27]
- 24 maja – Juan Jesús Posadas Ocampo, meksykański duchowny katolicki, kardynał, arcybiskup metropolita Guadalajary[28]
- 25 maja – Horia Sima, rumuński działacz faszystowski[29]
- 30 maja – Sun Ra (właśc. Herman Poole Blount), amerykański kompozytor jazzowy, pianista, znany z oryginalnych koncepcji i występów w swoim zespole, The Arkestra[30]

## czerwiec 1993
- 2 czerwca – Karol Świtalski, polski duchowny luterański, kapelan WP[31]
- 7 czerwca – Dražen Petrović, chorwacki koszykarz NBA[32]
- 12 czerwca – Antonina Gordon-Górecka, polska aktorka[33]
- 13 czerwca – Deke Slayton, amerykański astronauta[34]
- 15 czerwca – James Hunt, brytyjski kierowca wyścigowy[35]
- 19 czerwca – William Golding, brytyjski pisarz, poeta, laureat Nagrody Nobla[36]
- 27 czerwca – Aleksander Holas, polski architekt i konserwator zabytków[37]

## lipiec 1993
- 6 lipca – Tadeusz Fangrat, polski poeta, satyryk i tłumacz[38]
- 8 lipca – Henry Hazlitt, przedstawiciel austriackiej szkoły ekonomii, pisarz, dziennikarz[39]
- 19 lipca – Henryk Albin Tomaszewski, polski rzeźbiarz, twórca szkła artystycznego[40]
- 22 lipca – Juliusz Lubicz-Lisowski, polski aktor[41]
- 30 lipca – Edward Bernard Raczyński, polski polityk, prezydent Polski[42]

## sierpień 1993
- 5 sierpnia – Eugen Suchoň, słowacki kompozytor[43]
- 7 sierpnia – Ben Klassen, założyciel Światowego Kościoła Twórcy[44]
- 10 sierpnia – Øystein Aarseth, znany również jako Euronymous, gitarzysta norweskiego zespołu Mayhem[45]
- 13 sierpnia – Andrzej Stockinger, polski aktor[46]
- 27 sierpnia – Kiejstut Bacewicz, polski pianista, kompozytor[47]

## wrzesień 1993
- 4 września – Grzegorz Kolosa, polski działacz związkowy, przewodniczący Regionu Śląsko-Dąbrowskiego NSZZ Solidarność[48]
- 11 września – Miroslav Šmíd, czeski taternik, alpinista i fotograf górski[49]
- 14 września – Geo Bogza, rumuński krytyk literacki, poeta, dziennikarz[50]
- 15 września – Józef Puglisi, włoski duchowny katolicki, błogosławiony[51]
- 24 września – Ian Stuart, brytyjski muzyk, założyciel zespołu Skrewdriver[52]
- 28 września – Edward Kisiel, polski duchowny katolicki, arcybiskup białostocki[53]

## październik 1993
- październik – Vladimír Šimo, słowacki taternik, przewodnik tatrzański, ratownik górski, narciarz wysokogórski i chatar[54]
- 1 października – Aleksander Przyłucki, polski duchowny neounicki[55]
- 4 października
  - Jerzy Broszkiewicz, polski pisarz[56]
  - Varetta Dillard, amerykańska piosenkarka[57]
- 11 października – Jan Filipek, profesor łąkarstwa[58]
- 21 października – Jan Maciejko, polski hokeista, bramkarz[59]
- 26 października – Franciszek Dźwigoński, polski duchowny[60]
- 27 października – Slavko Zlatić, chorwacki kompozytor, dyrygent, etnomuzykolog, pedagog i krytyk muzyczny[61]
- 29 października – Stanisław Marusarz, polski skoczek narciarski[62]
- 31 października
  - Federico Fellini, włoski reżyser filmowy[63]
  - River Phoenix, amerykański aktor filmowy[64]

## listopad 1993
- 1 listopada – Severo Ochoa, hiszpański biochemik, laureat Nagrody Nobla w dziedzinie fizjologii lub medycyny[65]
- 19 listopada – Leonid Gajdaj, rosyjski reżyser filmowy[66]

## grudzień 1993
- 1 grudnia – Wacław Jędrzejewicz, historyk, polityk, bliski współpracownik Józefa Piłsudskiego, minister wyznań i oświecenia publicznego w latach 1934–1935[67]
- 4 grudnia – Frank Zappa, amerykański kompozytor i gitarzysta[68]
- 7 grudnia – Félix Houphouët-Boigny, iworyjski polityk, pierwszy prezydent Wybrzeża Kości Słoniowej[69]
- 9 grudnia – Ryszard Trenkler, polski duchowny luterański[70]
- 15 grudnia – Janusz Pasierb, polski ksiądz, uczony, poeta, eseista, znawca sztuki[71]
- 18 grudnia – Teodora Żukowska, polska urzędniczka o austriackich korzeniach, agentka kontrwywiadu AK[72]
- 20 grudnia – William Edwards Deming – amerykański statystyk[73]
- 24 grudnia – Andrzej Nadolski, polski historyk, archeolog, łódzki profesor archeologii, historyk wojskowości, bronioznawca[74]
- 30 grudnia – Irving Paul Lazar, amerykański agent[75]
- 31 grudnia
  - Zwiad Gamsachurdia, gruziński polityk, pierwszy wybrany w wolnych wyborach prezydent Gruzji[76]
  - Brandon Teena (Teena R. Brandon), zamordowana transseksualistka[77]